# Euphyia imbecillata
Euphyia imbecillata là một loài bướm đêm trong họ Geometridae.